# Felipe Contreras
Felipe Javier Contreras Aguirre (Santiago, 9 de diciembre de 1980) es un actor chileno, de cine, teatro y televisión, conocido por su papel de Nahuel en La Doña (2011).

## Biografía
Sus estudios primarios y secundarios los hizo en el Colegio San Ignacio de Santiago. Luego entró a estudiar actuación en la Escuela de Teatro de la Pontificia Universidad Católica de Chile egresando en 2002 con la edad de 22 años. En la escuela aprendió a amar y respetar el teatro por sobre todas las cosas y no dejarlo jamás. «A mí la escuela nunca me enseñó a actuar frente a una cámara, todo fue destinado al teatro y a montar grandes obras». Mientras cursaba Enseñanza Media en el colegio empezó a realizar talleres de teatro, con sus amigos montaban obras y luego participaban en festivales interescolares. «Cuando chico vi todas las obras del teatro de la Católica porque nos llevaban del colegio».
Su debut en televisión fue esporádicamente en programas unitarios como en La vida es una lotería y El día menos pensado de Televisión Nacional de Chile, dirigidos por Carlos Pinto. Posteriormente, debutó en el género de las telenovelas al ser convocado por el director Vicente Sabatini para la telenovela Puertas adentro en 2003, y luego 17 en 2005, de la misma estación pública. En 2006 obtiene su primer papel estable en Amor en tiempo récord, interpretando a un joven atleta de un rancho deportivo de alto rendimiento que sueña con ser estrella de televisión. Tras terminar su contrato con TVN, se aleja de la televisión por un período de dos años. «No me gustó mucho la televisión, quizás porque venía de esta cosa del teatro, que era como un ritual, venía más engrupido con la cosa artística, entonces tuve un choque con hacer una telenovela completa». Tras las grabaciones decidió recorrer Chile haciendo teatro, danza e incluso hizo clases de actuación en una Universidad en La Serena.
El diario La Cuarta lo denominó El galán de Infieles por sus participaciones en la serie Infieles de Chilevisión.
En 2011, Vicente Sabatini anunció que Contreras había obtenido el papel del indígena Nahuel, el interés sexual de La Quintrala, interpretada por Claudia Di Girolamo, en la telenovela dramática La Doña, que fue estrenada el 4 de octubre de ese año. La telenovela se convirtió en la más taquillera superando a Peleles de Canal 13 y Su nombre es Joaquín de TVN, recaudó altos índices de audiencia en horario nocturno y transformó a Contreras en un nuevo galán de la televisión chilena, con un gran número de fanes, ya sean adolescentes o mujeres jóvenes en general, lo que se conocería como «el indio Nahuel».
Durante 2013 formó parte de la teleserie diurna El regreso, de TVN, interpretando a Javier Rivas, un hombre que se enamora de Fátima Massar (Alejandra Fosalba) Protagonista de la teleserie. En 2014 migra a Mega para ser parte de Eres mi tesoro, la nueva teleserie diurna del canal.

## Filmografía

### Cine
| Año  | Título              | Director       | Ref. |
| ---- | ------------------- | -------------- | ---- |
| 2014 | Gritos del bosque   | Jorge Olguín   |      |
| 2015 | Sendero             | Lucio Rojas    |      |
| 2024 | Sayen: La ruta seca | Alexander Witt |      |

### Telenovelas
| Año       | Título                | Papel           | Notas          | Director          | Ref.  |
| --------- | --------------------- | --------------- | -------------- | ----------------- | ----- |
| 2003      | Puertas adentro       | Nicolás         |                | Vicente Sabatini  |       |
| 2005      | Amor en tiempo récord | Sebastián Tapia | 44 episodios   | Víctor Huerta     |       |
| 2011      | La Doña               | Nahuel Curiqueo | 85 episodios   | Vicente Sabatini  | [ 7 ] |
| 2012      | La Sexóloga           | Roberto Loyola  | 82 episodios   | Vicente Sabatini  |       |
| 2013-2014 | El regreso            | Javier Rivas    | 140 episodios  | Nicolás Alemparte |       |
| 2015      | Eres mi tesoro        | Juan Riquelme   | 170 episodios  | Nicolás Alemparte | [ 8 ] |
| 2016-2017 | Amanda                | Víctor Reyes    | 150 episodios  | Matías Stagnaro   | [ 9 ] |
| 2018      | La reina de Franklin  | Bruno Silva     | 97 episodios   | Diego Rougier     |       |
| 2023-2024 | Juego de ilusiones    | Ignacio Abascal | 250+ episodios | Matías Stagnaro   |       |

### Programas
- Teatro en Chilevisión (CHV, 2011) - Andrés
- Sabores ¿Qué cocinamos hoy? (Zona Latina, 2012) - Invitado
- Buenos días a todos (TVN, 2013) - Invitado por su rol en El regreso.
- Vitamina V (TVN, 2013) - Invitado por su rol en El regreso.
- Juga2 (TVN, 2013) - Participante invitado por su rol en El regreso.
- Morandé con compañía (Mega, 2015) - Invitado por su rol en Eres mi tesoro.
- Morandé con compañía (Mega, 2016) - Invitado por su rol en Amanda.
- Bailando por un sueño (Chile) (Canal 13, 2020) - Participante
- Aquí se baila (Canal 13, 2022) - Participante

## Vídeos musicales
| Año  | Título     | Artista       | Dirección            |
| ---- | ---------- | ------------- | -------------------- |
| 2016 | Bailarinas | Madvanna      | Diego Jamman Córdova |
| 2017 | Vitamina   | Carolina Soto | Oscar Andree         |